# Сауэр, Дин Джон
Дин Джон Сауэр (англ. Dean John Sauer; род. 13 ноября 1974 года) — американский юрист, занимавший должность генерального солиситора штата Миссури с 2017 по 2023 год и представлявший Дональда Трампа в его успешной апелляции в Верховный суд США по делу Трамп против Соединённых Штатов.

## Биография

### Образование
Сауэр родился 13 ноября 1974 года. Он учился в Saint Louis Priory School, католической средней дневной школе для мальчиков в Крев-Кёр, штат Миссури, которой руководили монахи-бенедиктинцы из аббатства Сент-Луис.
Сауэр окончил Университет Дьюка в 1997 году, получив двойную степень бакалавра искусств по философии и степень бакалавра наук по электротехнике. Затем он учился в колледже Ориель Оксфордского университета по стипендии Родса и получил степень бакалавра искусств по теологии .
После получения степени магистра искусств по философии в Университете Нотр-Дам Сауэр поступил в Гарвардскую юридическую школу, где он был редактором статей в Harvard Law Review. Он окончил университет в 2004 году, получив степень доктора права с отличием.

### Юридическая карьера
После окончания юридической школы Сауэр был судебным клерком судьи Дж. Майкла Люттига из Апелляционного суда США Четвёртого округа с 2004 по 2005 год и судьи Верховного суда США Антонина Скалиа с 2005 по 2006 год.
Сауэр работал юристом по судебным разбирательствам в Cooper & Kirk, а затем стал помощником прокурора США в Восточном округе Миссури. Позже он вернулся к частной практике.
В 2015 году Сауэр защищал священника, ложно обвиненного в сексуальном насилии над детьми. Сауэр помог священнику подать в суд на его обвинителей и полицейских, которые были в этом замешаны. Прокуроры сняли все обвинения против священника, и с тех пор его досье было полностью удалено. Сауэр выиграл гражданские иски, связанные с обвинениями.
В январе 2017 года тогдашний генеральный прокурор Миссури Джош Хоули назначил Сауэр генеральным солиситором Миссури.
10 декабря 2020 года, будучи генеральным солиситором, Сауэр подписал «Ходатайство штатов Миссури, Арканзас, Луизиана, Миссисипи, Южная Каролина и Юта о вмешательстве и предложенный законопроект о жалобе на вмешательство» в попытке отменить президентские выборы в Соединённых Штатах 2020 года. В ходатайстве была сделана попытка вмешаться и присоединиться к Техасскому законопроекту о жалобе (поданному генеральным прокурором Техаса Кеном Пэкстоном), чтобы предотвратить выбор президентских выборщиков на основе результатов ноябрьских выборов в Пенсильвании, Джорджии, Висконсине и Мичигане.
В январе 2023 года генеральный прокурор Миссури Эндрю Бейли назначил Сауэра заместителем генерального прокурора по особым судебным разбирательствам. Сауэр ушел в отставку со своего поста менее чем через месяц, 27 января 2023 года.
В июле 2023 года Сауэр дал показания перед подкомитетом Палаты представителей США в качестве специального помощника генерального прокурора Министерства юстиции Луизианы.

### Представление интересов Дональда Трампа
9 января 2024 года он представлял бывшего президента Дональда Трампа в устных прениях перед коллегией Апелляционного суда США по округу Колумбия по вопросу о президентском иммунитете в уголовном деле Соединённые Штаты Америки против Дональда Трампа.

### Генеральный солиситор
В ноябре 2024 года избранный президент Дональд Трамп объявил, что намерен назначить Сауэра на должность следующего генерального солиситора Соединённых Штатов.